# Шулдур
Шулду́р (тадж. Шулдур) — село (тадж. деҳа) в Раштском районе Таджикистана. Входит в состав сельской общины (джамоата дехота) Ясман. Расстояние от села до центра района (пгт Гарм) — 80 км, до центра джамоата (село Воринг) — 5 км. Население — 486 человек (2017 г.), таджики. Население в основном занято сельским хозяйством (животноводство и растениводство). Земли орошаются главным образом водами горных источников.